# Stazione di San Secondo di Pinerolo
La stazione di San Secondo di Pinerolo era una stazione ferroviaria posta sulla ferrovia Pinerolo-Torre Pellice e si trova nella frazione Airali; serviva il centro abitato di San Secondo di Pinerolo e quello vicino Prarostino. Ad oggi non è più attiva.

## Storia
La stazione entrò in servizio all'attivazione della ferrovia Pinerolo-Torre Pellice, il 21 dicembre 1882. la stazione è stata disattivata nel 1999.

## Impianti
La stazione disponeva di due binari di circolazione.

## Traffico
Sino al 2012 vi transitavano i convogli regionali per Torre Pellice.